# Annette Kellerman

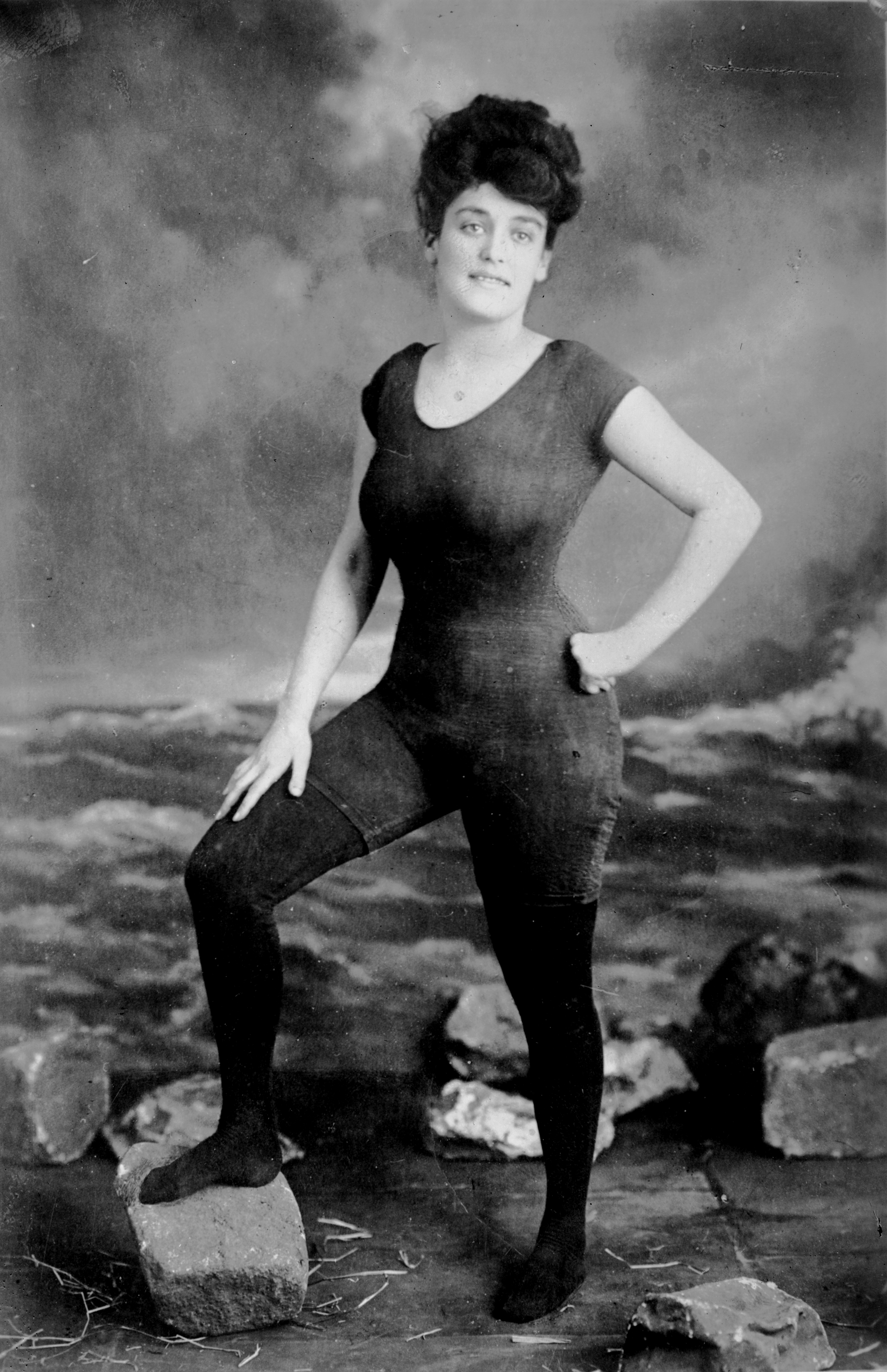
Annette Kellerman

Annette Marie Sarah Kellerman (oft auch Kellermann geschrieben) (* 6. Juli 1886 in Sydney; † 5. November 1975 in Southport) war eine australische Schwimmerin und Filmdarstellerin, die darüber hinaus als Autorin und Geschäftsfrau tätig war und als Erfinderin des einteiligen Badeanzugs gilt.

## Leben und Erfolge
Kellerman wurde am 6. Juli 1886 in Marrickville, New South Wales, als Tochter einer Musikerfamilie geboren. Ihr Vater war der australische Violinist Frederick William Kellerman. Ihre Mutter, Alice Ellen Charbonnet, war französischer Herkunft und als Pianistin und Musiklehrkraft tätig. Kellerman war die Enkelin deutscher und britischer Einwanderer. Ihr Großvater väterlicherseits war der in Frankfurt am Main geborene Frederick Kellermann (1822–1898), Sohn von Karl und Julia Kellermann, der 1853 nach Australien emigrierte und die Sydney Philharmonic Society mitbegründete.
In ihrer frühen Kindheit litt Annette Kellerman unter einer nicht genau zu definierenden Behinderung, möglicherweise den Folgen von Poliomyelitis. Um ihre Beinmuskeln zu stärken, ließen ihre Eltern sie im Alter von sechs Jahren schwimmen lernen. Anfangs hatte sie große Angst vor dem Wasser und benötigte viel Zeit, um sich an das unbekannte Element zu gewöhnen. Im Alter von dreizehn Jahren hatte sie ihr Handicap durch das Schwimmen überwunden und beherrschte alle Schwimmstile ihrer Zeit. 1902 gewann sie bei den New South Wales Ladies-Schwimmwettbewerben die beiden Disziplinen 100 Yards und eine Meile mit Rekordzeiten im Freistil.
Im Jahr 1905 schwamm Kellerman die 32 Kilometer lange Strecke von Dover nach Ramsgate in viereinhalb Stunden. Bekannt wurde sie aber insbesondere durch den mehrfachen Versuch, den Ärmelkanal schwimmend zu überqueren, was ihr allerdings nicht gelang. Dennoch schlug sie alle männlichen Kontrahenten, die mit ihr an den Start gegangen waren.

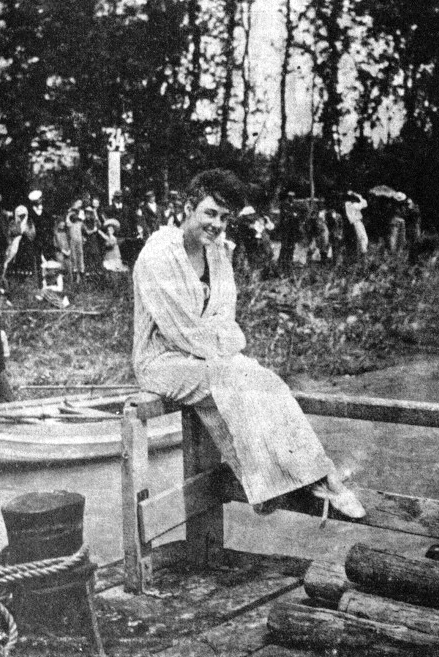
Kellerman kurz vor ihrer Schwimmtour durch die Donau (1906)

In der folgenden Zeit musste sie allerdings ihre Talente weniger aus sportlichen Gründen nutzen als vielmehr, um ihre Familie zu unterstützen. Da ihr Vater, ein Musiker, keine Engagements fand, zeigte sich Annette unter anderem im Exhibition Aquarium und trat in Schwimmshows auf. Ab 1905 war sie in Europa zu sehen, unter anderem in Konkurrenz zur damals besten österreichischen Schwimmerin Walburga von Isacescu, die sie 1906 auf einem 36 km langen Abschnitt der Donau schlug. Kurz darauf erklärte von Isacescus Klub jedoch, dass es sich nicht um ein faires Wettschwimmen gehandelt habe, da von Isacescu als Amateurin gegen die Profischwimmerin Kellerman angetreten war, das Rennen zudem nicht unter gleichen Bedingungen stattfand und auch die angegebenen Zeiten fehlerhaft waren.
Durch ihr Elternhaus früh an öffentliche Auftritte gewöhnt, beschloss sie, in den USA als Australian Mermaid und Diving Venus ins Showbusiness zu gehen.
Im Jahr 1974 wurde sie in die Ruhmeshalle des internationalen Schwimmsports aufgenommen.

## Prozess um Badebekleidung
Ihren ersten einteiligen Badeanzug trug Kellerman 1907 öffentlich am Strand von Boston und erregte damit ungewollt großes Aufsehen. Damals war es üblich, dass Frauen beim Baden mehrteilige Strandkleider mit langem Rock und Strumpfhose trugen, bei denen der Körper, bis auf die Knöchel, verdeckt war. Der eng anliegende Einteiler von Kellerman erinnerte jedoch eher an die damalige Badebekleidung für Herren, und ihre Beine waren von der Mitte der Oberschenkel an nackt. Daher wurde sie wegen Exhibitionismus festgenommen. Ihr wurde der Prozess gemacht, in dem die Showschwimmerin ihr Verhalten rechtfertigte. Sie sagte, Frauen hätten keine guten Aussichten, Schwimmen zu lernen, wenn ihre Kleidung sie dabei behindere, und diese Fähigkeit könne unter Umständen lebensrettend sein. Ihre Form, sich im Wasser zu kleiden, beruhe daher auf „technischer Notwendigkeit“. Sie wurde von der Anklage freigesprochen, und ihr Einteiler wurde durch die gerichtliche Auseinandersetzung berühmt. Zudem führte der Prozess dazu, dass die Schwimmkleidung für Frauen nun zweckmäßiger und ungefährlicher wurde. Der Richter erklärte die Schwimmbekleidung allerdings nur unter Auflagen für zulässig: Die Beine mussten weiterhin verdeckt sein, und am Strand sollte darüber hinaus ein Cape die nackten Schultern bedecken. So entwarf sie einen Damenbadeanzug mit Leggings und kurzem Rock (auch der „Kellerman“ genannt), der sich schnell zum Verkaufserfolg entwickelte.

## Filmkarriere
Außerdem dürfte die Berichterstattung über diesen aufsehenerregenden Fall die Filmindustrie auf sie aufmerksam gemacht haben. 1914 war Annette Kellerman, die 1912 ihren Manager James Sullivan geheiratet hatte, in Neptune’s Daughter zu sehen, später in A Daughter of Gods, 1916 in The Honor System, 1918 in Queen of the Sea und 1920 in What Women Love und The Art of Diving; ihre spektakulärste Filmszene spielte in einem Behältnis mit Alligatoren. A Daughter of Gods gilt als der erste Hollywood-Film, in dem eine Person (Mann oder Frau) – wenn auch an den entscheidenden Körperteilen züchtig bedeckt – vollständig nackt auftrat. Nach dem Ende der Stummfilmära zog sich Annette Kellerman aus dem Filmgeschäft zurück und wurde zum Vaudevillestar.
Am 2. August 1960 bekam Kellermann für ihre schauspielerischen Erfolge einen eigenen Stern auf dem Walk of Fame in Hollywood.

## Autorin und Unternehmerin
In späteren Jahren absolvierte sie zahlreiche Vortragsreisen zu Gesundheitsthemen und führte einige Zeit ein vegetarisches Lebensmittelgeschäft in Long Beach. Darüber hinaus verfasste sie mehrere Bücher zu Gesundheitsthemen und gab einen Fernlehrgang zum Thema körperliche Fitness heraus.
1970 zog sie zurück nach Australien, wo sie fünf Jahre später an der Gold Coast starb. Sie überlebte ihren Ehemann, mit dem sie 63 Jahre lang verheiratet gewesen war, um nur sechs Tage.
Ihr Leben wurde 1952 in Die goldene Nixe (Million Dollar Mermaid) mit Esther Williams in der Hauptrolle verfilmt. Der Bestseller-Comic „Culottées 1“ von Pénélope Bagieu wurde mit Anke Engelke als Synchronsprecherin der deutschen Version animiert.

## Publikationen
- Physical Beauty. How to Keep it. George H. Doran Company, New York NY 1918.
- How to Swim. George H. Doran Company, New York NY 1918.
- Fairy Tales of the South Seas, and other Stories. S. Low, Marston, London 1926.